# Coulmiers
Coulmiers ist eine französische Gemeinde mit 565 Einwohnern (Stand: 1. Januar 2022) im Département Loiret in der Region Centre-Val de Loire; sie gehört zum Arrondissement Orléans und zum Kanton Meung-sur-Loire. Die Einwohner werden Colmériens genannt.

## Geographie
Coulmiers liegt etwa 22 Kilometer westnordwestlich von Orléans in der Beauce. Umgeben wird Coulmiers von den Nachbargemeinden Épieds-en-Beauce im Norden und Nordwesten, Gémigny im Nordosten, Rozières-en-Beauce im Osten, Huisseau-sur-Mauves im Süden und Südosten, Baccon im Süden und Südwesten sowie Charsonville im Westen.

## Geschichte
Am 9. November 1870 gelang es den französischen Truppen während des Deutsch-Französischen Krieges 1870/71 in der Schlacht bei Coulmiers, ein bayerisches Korps zu besiegen und damit die deutsche Absicherung für den Vormarsch auf Paris empfindlich zu stören.

## Bevölkerungsentwicklung
| Jahr                       | 1962 | 1968 | 1975 | 1982 | 1990 | 1999 | 2008 | 2018 |
| Einwohner                  | 326  | 302  | 301  | 521  | 591  | 559  | 522  | 542  |
| Quellen: Cassini und INSEE |      |      |      |      |      |      |      |      |

## Sehenswürdigkeiten
- Kirche Saint-Aignan, ursprünglich aus dem 12. Jahrhundert, Umbauten aus dem 17. Jahrhundert, 1875 restauriert
- Tumulus und Dolmen von Coulmiers
- Zwei Schlösser aus dem 18. und 19. Jahrhundert

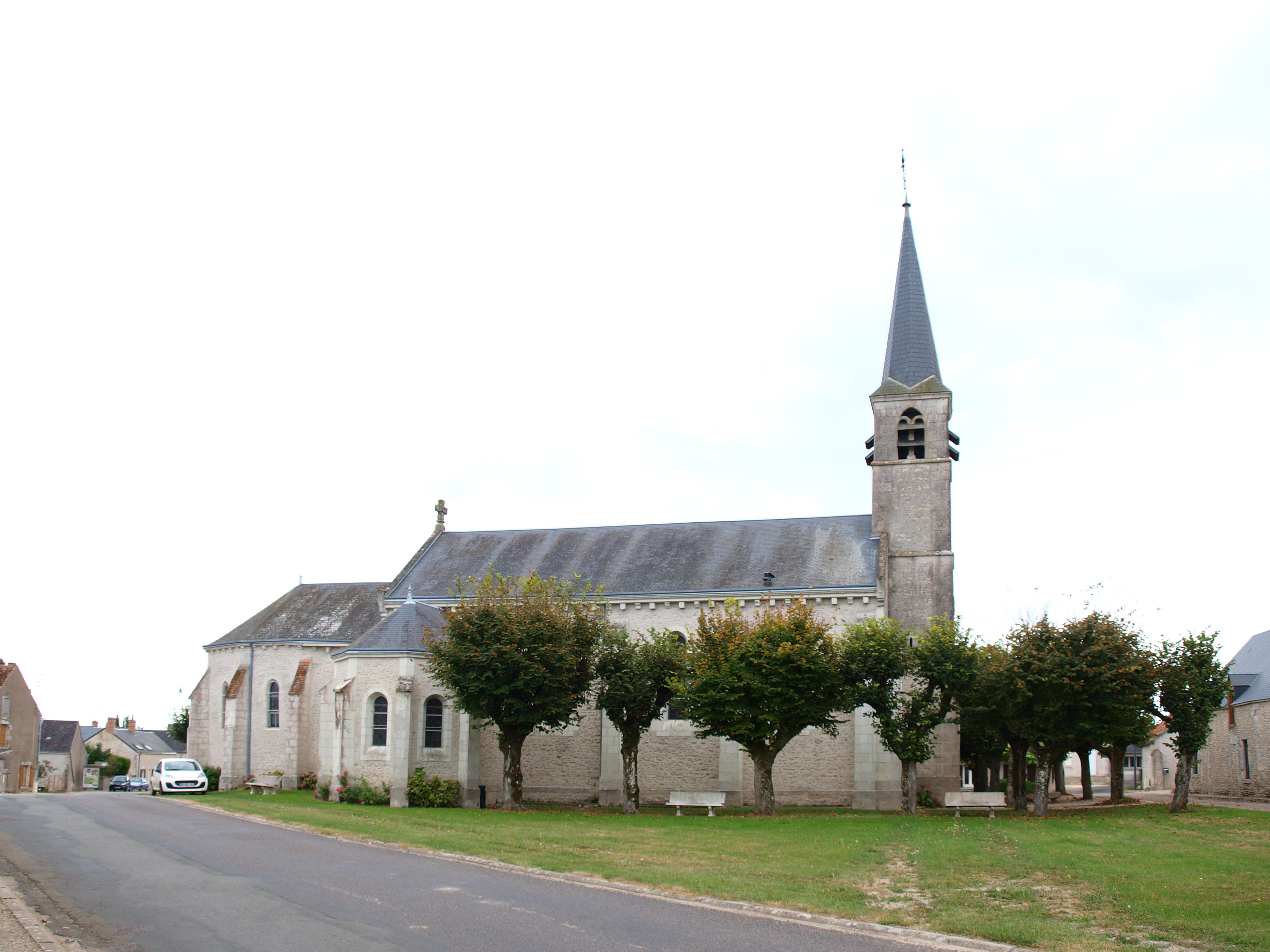
Kirche Saint-Aignan
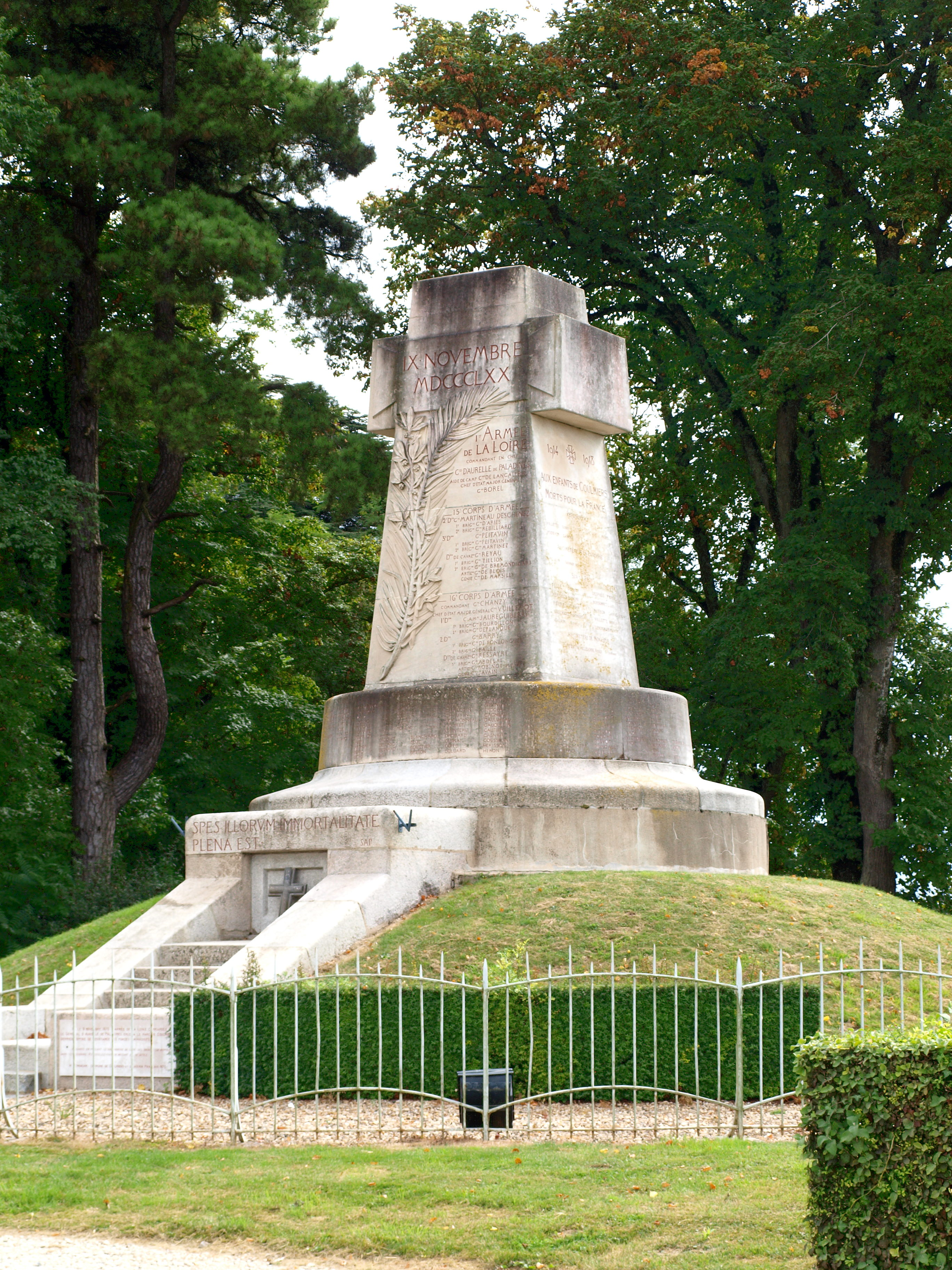
Mahnmal des Krieges